# Gelasma pervicax
Gelasma pervicax är en fjärilsart som beskrevs av Louis Beethoven Prout 1922. Gelasma pervicax ingår i släktet Gelasma och familjen mätare. Inga underarter finns listade i Catalogue of Life.